# Jojo (speelgoed)

Tekening van een jojo uit een Amerikaans patentaanvraag uit 1865

Een jojo of klimtol is een stuk speelgoed. Oorspronkelijk werden ze van ivoor en terracotta schijfjes gemaakt, tegenwoordig bestaan er ook varianten van hout, kunststof en metaal. Er zijn ook jojo's met daarin lichtjes, die oplichten zodra de jojo ronddraait. Een jojo bestaat uit twee ronde schijven van gelijke grootte die door middel van een klein asje aan elkaar zijn verbonden. Om dat asje is een touw gewikkeld. Aan het eind van het touw zit meestal een lusje om een vinger (ring- of middelvinger) in te steken. Als het touw geen lus heeft, wordt het uiteinde gewoon tussen de duim en wijsvinger vastgehouden. Door de jojo naar beneden te gooien rolt de jojo zich af en door dan op de juiste manier weer op te trekken komt deze vanzelf weer naar boven. Eventueel bevindt zich om het asje nog een ringetje gevuld met kogellagertjes. Door een jojo met deze uitrusting krachtig naar beneden te gooien gaat deze 'spinnen'; hij blijft dan beneden, maar blijft ook doordraaien. Door vervolgens een korte, trekkende beweging te maken rolt de jojo zich weer op. Tijdens het spinnen zijn er mogelijkheden voor trucs.

## Geschiedenis
De geschiedenis van de jojo gaat terug tot 500 v.Chr., toen jojo's van terracotta schijfjes werden gemaakt. Op een vaas uit de oudheid is een afbeelding te zien van een jongetje dat met een jojo speelt.
In Frankrijk werd de jojo in de 18e eeuw populair in adellijke kringen. De jojo heette daar bandalore. De jojo werd in de jaren 20 van de 20e eeuw een heuse rage in Amerika, toen een Filipijnse Amerikaan, Pedro Flores, in Santa Barbara, Californië de Yo-Yo Manufacturing Company opende. Het woord 'jojo' is dan ook een leenwoord uit diens moedertaal, het ilokano.
Volgens het Polygoon-journaal was er in 1932 een jojorage in Nederland. Jong en oud, iedereen speelde met de jojo. Later werd door vele generaties het jojoën steeds opnieuw "herontdekt".

## Soorten jojo's
Er zijn grofweg drie soorten jojo's.
- Responsive jojo's

Deze jojo's komen automatisch weer omhoog wanneer je je hand omhoog beweegt.
- Unresponsive jojo's

Deze jojo's komen niet automatisch omhoog. Hiervoor is een zogeheten binding trick voor nodig. Met dit trucje haal je de jojo omhoog. Doordat de jojo niet automatisch omhoog komt zijn er veel meer geavenceerde trucs mogelijk.
- Looping jojo's

Deze jojo's zijn speciaal bedoeld voor de speelstijl "looping" (2A). Hierdoor kun je gemakkelijk veel grote draaien en trucjes zoals "around the world" doen.

## Trucs

### String Tricks
String tricks, zijn letterlijk vertaald naar het Nederlands 'touwtrucs'. Hierbij gebruikt men een jojo die beneden blijft, zelfs als men eraan trekt. Dan kunnen er gecompliceerde trucs worden uitgehaald, zoals 'Ladder Escape'. De meest gebruikte stijl is dan 1A. Bekende wereldkampioenen van deze stijl zijn Hiroyuki Suzuki, André Boulay en de relatief jonge Yuuki Spencer. Aangezien deze trucs onnodig moeilijk worden gemaakt, als men een imperial of modified jojo gebruikt, wordt de 'butterfly' het vaakst gebruikt. Deze technieken worden ook wel onder de verzamelnaam 'Jump Tricks' gebracht.

### Looping Tricks
Looping tricks zijn de kunsten om de jojo een volledige draai te laten maken. Dit vereist veel moeite en doorzettingsvermogen.

## Stijlen
- 1A Single A: Touwtrucs met een enkele jojo, die beneden blijft. Dit doet hij ook bij een trek. Men moet hem omhoog 'binden'. Hierbij wordt het touw in het gat gebracht. Hierdoor kan men gecompliceerde trucs uitvoeren. De meeste mensen zien dit als enige goede manier, als men überhaupt al weet dat sommige jojo's beneden blijven.
- 2A Two-Handed Yoyoing: Bij deze vorm worden twee jojo's gebruikt die allebei terugkomen, zelfs als men er rustig aan trekt. Om de kogellager te onderhouden, gebruikt men vaak dik smeermiddel. Een van de meest gebruikte vormen hiervoor is de 'modified'. Hierbij worden geen string trucs gedaan, maar enkel looping.
- 3A: Hierbij worden twee sleeping jojo's gebruikt, net zoals bij 1A. Ook worden er string tricks (touwtrucs) gedaan. Echter worden hierbij twee van die jojo's gebruikt, in elke hand. Deze vorm kan heel goed vermaken, mits goed uitgevoerd.
- 4A Offstring: Dit is echt heel speciaal. Bij deze vorm zit het touw namelijk aan de ene helft vast aan de vinger, maar niet aan de jojo. De jojo kan dus in de lucht worden gegooid. Zowat elke vorm jojo kan hiervoor gebruikt worden, maar meestal gebruikt men een plastic, vergrote 'butterfly' vorm. Deze vorm wordt nauwelijks toegepast, maar is natuurlijk wel erkend op een wedstrijd.
- 5A Freehand: Freehand is hetzelfde als 1A, maar met contragewicht, in plaats van de slipknoop om de vinger. Hierdoor is het mogelijk om meer het lichaam te gebruiken. Er worden bij deze vorm minder string tricks gedaan.

## Vormen van jojo's

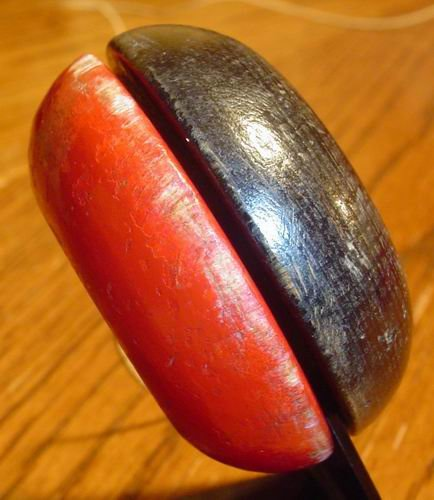
De Imperial
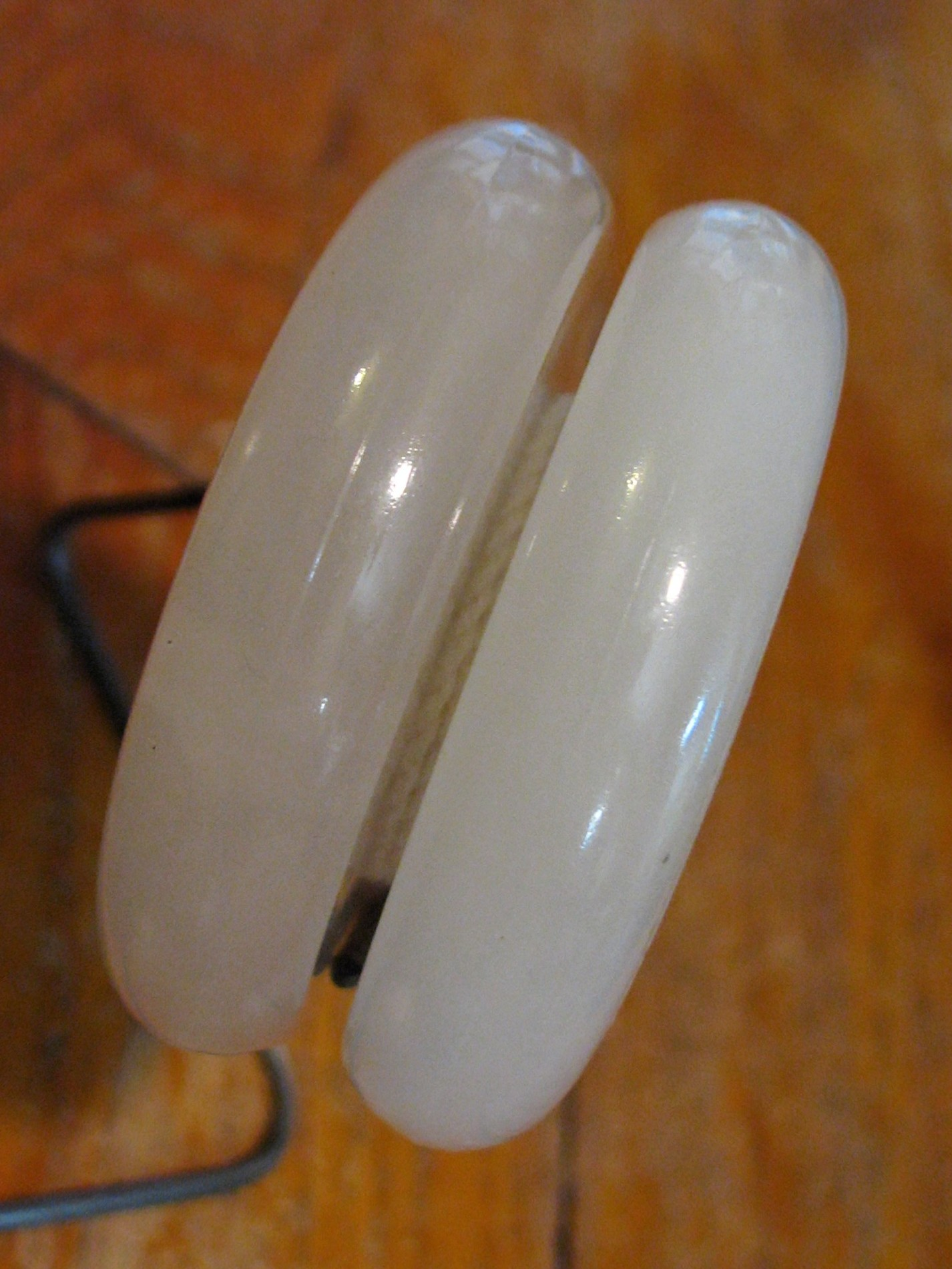
Modified
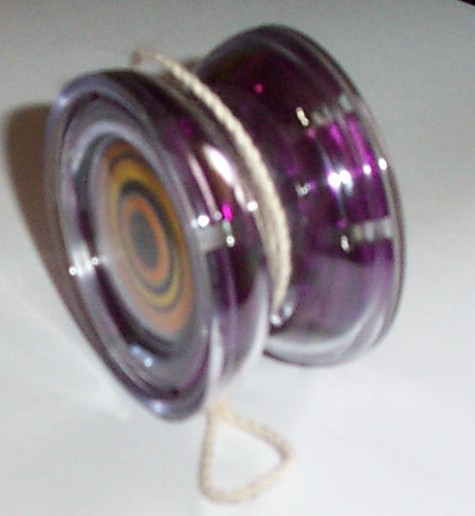
Butterfly Shape

De vorm van de jojo heeft een groot effect op de manier van spelen, maar ook op hoe makkelijk het is om bepaalde trucs uit te voeren. Zo is het bijvoorbeeld veel makkelijker om een string trick te doen met een jojo die de 'butterfly vorm' heeft, en is het ook makkelijker om een loop te doen met een 'imperial' of een 'modified'. Aangezien imperial een handelsmerk is van Duncan Inc., wordt deze vorm ook wel de klassieke vorm genoemd. De modified is de meest gebruikte vorm voor looping trucs.